# Departamento Tolhuin
Das Departamento Tolhuin liegt in der Mitte der Provinz Tierra del Fuego im Süden Argentiniens und ist eine von 3 Verwaltungseinheiten der Provinz. 
Es grenzt im Norden an das Departamento Río Grande, im Osten an den Atlantischen Ozean, im Süden an das Departamento Ushuaia und im Westen an Chile.
Die Hauptstadt des Departamento Tolhuin ist der gleichnamige Ort Tolhuin.

## Geschichte
Das Departamento entstand am 27. Oktober 2017 aus den südlichen Teilen des Departamento Río Grande und bildete den dritten Verwaltungsbezirk der Provinz Feuerland (Tierra del Fuego).